# Броди, Шандор
Ша́ндор Бро́ди (венг. Bródy Sándor; 23 июля 1863, Эгер — 12 августа 1924, Будапешт) — венгерский прозаик, публицист, драматург, журналист, редактор.

## Биография
Родился в еврейской семье, сын торговца зерном. Получив образование занялся журналистской деятельностью в Трансильвании. В 1888—1890 годах работал редактором газеты Erdélyi Hiradó («Новости Трансильвании»).
Позже переехал в Будапешт, где стал сотрудником известной газеты Magyar Hírlap, где, в основном, публиковал статьи политического и критического характера. Позже, был редактором литературного журнала «Ёвендё» («Jövendö», 1903—1906).
Литературные успехи привели его к писательскому творчеству.
Венгерскую советскую республику в 1919 году встретил сочувственно; после её поражения эмигрировал. На родину вернулся незадолго до смерти, в 1923 году.

## Творчество
По мнению венгерских авторов, Шандор является «законодателем стиля» в современной венгерской публицистической литературе. Его произведения наполнены драматизмом и лирикой и повествуют о проблемах эмансипации евреев, ассимиляции и распаде еврейских семей. Эта литература оказала существенное влияние на писателя Эндре Ади. В прозе Шандора присутствует сложная поэтика и большое количество сложных грамматико-лексических конструкций, которые сделали его произведения «учебником для будущих литераторов». На него, в частности, опирался Иштван Бибо.
Представитель реалистического направления в литературе Венгрии. С 1882 года был автором многих статей, фельетонов, рассказов и романов в ведущих литературных изданиях Австро-Венгрии. В своих работах изображал темные стороны жизни, был продолжателем современной французской реалистической школы в литературе.
Первый сборник его рассказов «Нищета» вышел в 1884 г. Отстаивая принципы натурализма в литературе, Ш. Броди в своих рассказах, романах («Рыцарь солнца», 1902, и др.), пьесах («Кормилица», 1902, «Учительница», 1908) по существу реалистически разоблачал эгоизм, буржуазно-помещичье хищничество, аморальность аристократии, буржуазии, рисовал тяжелые будни простых людей, утверждал нравственную правоту простых людей.
После установления советской власти в Венгрии написал агитационную пьесу.
Все его произведения были переведены на немецкий язык, а многие спектакли также появились на французском, английском, датском, хорватском, румынском и сербском языках. Отдельные его пьесы с заметным успехом были поставлены в Национальном театре в Будапеште.

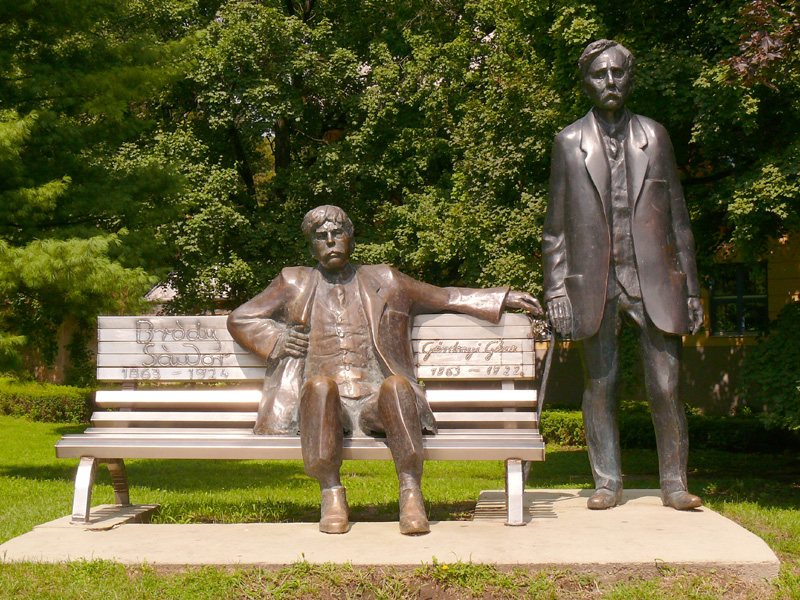
Памятник писателям Шандору Броди и Геза Гардони (стоит) в г. Эгер

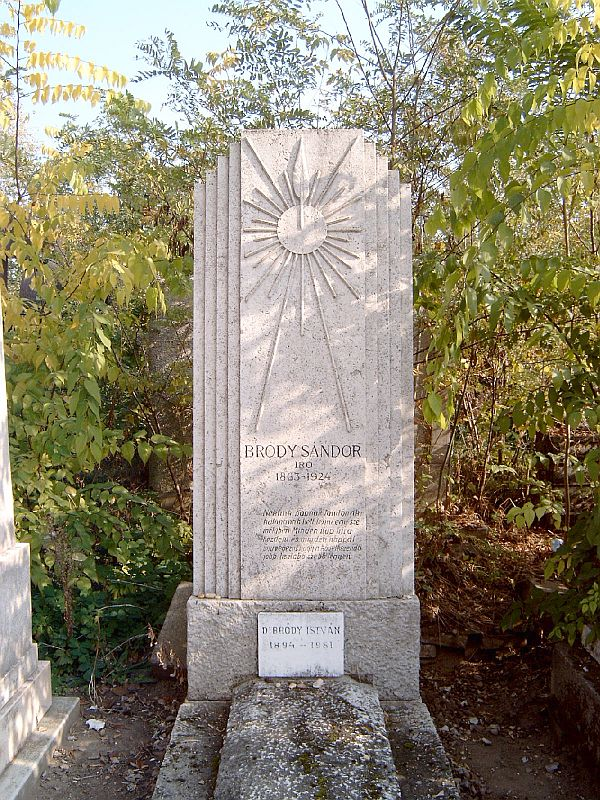
Памятник на могиле Шандора Броди в Будапеште

## Избранные произведения
На венгерском языке
- Doktor Faust, (роман, 1888/90)
- A kétlelkü asszony, (повесть 1893)
- Hófehérke, (драма 1894)
- Az ezüst kecske, (повесть 1898)
- A nap lovagja, (повесть 1902)
- A dada, (драма 1901)
- A tanítónő, (драма 1908)
- A medikus, (драма 1911)
- Timár Liza, (драма 1914)
- Fehér könyv, (1914)
- A szerelem élettana, (1922)

На русском языке
- «Нищета» (сборник рассказов, 1884),
- «Доктор Фауст» (роман, 1888),
- «Рыцарь солнца» (роман, 1902),
- «Трамвай» (роман, 1909),
- «Серебряная коза» (т. 1—2, 1902),
- «Кормилица» (пьеса, 1902),
- «Учительница» (пьеса,1908, постановка 1970).

## Экранизации
- 1945 — Учительница / A Tanítónő (Венгрия, реж. Мартон Калети) — по одноимённой пьесе

## Память
В 1995 году в Венгрии учреждена ежегодная литературная премия имени Шандора Броди за лучший дебютный роман года.